# Rutledge (Tennessee)
Pour les articles homonymes, voir Rutledge.
La ville américaine de Rutledge est le siège du comté de Grainger, dans l’État du Tennessee. Lors du recensement de 2010, sa population s’élevait à 1 122 habitants.

## Source
- (en) Cet article est partiellement ou en totalité issu de l’article de Wikipédia en anglais intitulé « Rutledge, Tennessee » (voir la liste des auteurs).